# کتابخانه موزه بریتانیا
کتابخانه موزه بریتانیا یک کتابخانه در موزه بریتانیا در شهر لندن است که در سال ۱۸۵۴ شروع به ساخت و در ۱۸۵۷ میلادی ساخت آن به اتمام رسیده است.
معمار این بنا سیدنی اسمیرک است که به صورت گنبدی آن را طراحی کرده است.

## بازدید کننده‌های مشهور
این کتابخانه توسط افراد مشهور و مهمی مورد بازدید و استفاده قرار گرفته است که می‌توان به محمدعلی جناح، کارل مارکس، اسکار وایلد، فریدریش آوگوست فون هایک، برام استوکر، ماهاتما گاندی، رودیارد کیپلینگ، جورج اورول، جورج برنارد شاو، مارک توین، ولادیمیر لنین، نوربرت الیاس، ویرجینیا وولف و آرتور رمبو
اچ. جی. ولز اشاره کرد.